# Caldas (departamento)
Caldas é um departamento da Colômbia.

## Municípios
1. Aguadas
2. Anserma
3. Aranzazu
4. Belalcázar
5. Chinchiná
6. Filadelfia
7. La Dorada
8. La Merced
9. Manizales
10. Manzanares
11. Marmato
12. Marquetalia
13. Marulanda
14. Neira
15. Pácora
16. Palestina
17. Pensilvania
18. Riosucio
19. Risaralda
20. Salamina
21. Samaná
22. Supía
23. Victoria
24. Villamaría
25. Viterbo

### Etnias
| Cor/Raça           | Porcentagem |
| ------------------ | ----------- |
| Mestiços e Brancos | 93,16%      |
| Indígenas          | 4,29%       |
| Afro-colombianos   | 2,54%       |